# 佐官
佐官（さかん）は、軍隊の階級区分の一。将官の下、尉官の上に位置する。

## 概要
一般に、上から、大佐、中佐、少佐の3階級からなる。また、大佐の上に上級大佐、佐官級准将または代将を加えるなど、4階級からなる場合もある。現実の軍隊には少ないが、SF小説やアニメ作品においては少佐の下に准佐が置かれる場合も見られる。
陸軍及び海兵隊では、主に連隊または大隊の指揮官や参謀を、上級大佐や佐官級准将は副師団長や旅団長を務める。
海軍では、主に軍艦の艦長や副長または航海長や機関長などの各科の長を、上級大佐や代将は戦隊や隊群司令官を務める。
空軍では、主に飛行群や飛行隊の指揮官や参謀を、上級大佐や佐官級准将は航空団司令を務める。
英語ではfield officerという（ただし海軍のみ異なる）。
日本軍では1873年（明治6年）頃から大佐・中佐・少佐及びこれらの相当官を纏めた呼称として「上長官（じょうちょうかん ）」を用いており、陸軍では「上長官又は佐官」と称し 、海軍では「上長官」と称していた 。
陸軍は1874年（明治7年）11月8日に会計・軍医・馬医の3部の上長官の名称は各部名を冠して、それぞれ会計部上長官、軍医部上長官、馬医部上長官と称することとし 、1891年（明治24年）3月20日に各兵科将校は「上長官又は佐官」を「各兵科佐官（上長官）」に改め、「上長官」と称するときは各兵科並び各部の同等官を全部含有する意味とし、1937年（昭和12年）2月15日に将校相当官の名称を各部将校と改めた際に「上長官」を「佐官」に改め、「佐官相当官」を「各部佐官」に改めた。
海軍は1882年（明治15年）6月7日に将校と准将校の分類を設けた際に、将校は上長官、准将校は機関・軍医・主計の3部に分かれて、それぞれ機関部上長官、軍医部上長官、主計部上長官と称することとし、1886年（明治19年）7月12日に機関部を機技部に改めて機技部上長官とし、1891年（明治24年）8月26日に陸軍と同様に将校は「佐官又は上長官」としたが、1865年（明治29年）4月1日に将校も各官も含めて再び「上長官」に戻し、1915年（大正4年）12月15日に将校、機関将校、将校相当官、予備将校、予備機関将校の分類を設けた際に、それぞれ佐官、機関佐官、佐官相当官、予備佐官、予備機関佐官の名称を用いてこれらの総称を引き続き「上長官」とし、1919年（大正8年）9月22日に従前の将校と機関将校を統合して将校に改め、各科将校相当官の官名を将校の官名に準じたものに改め、従前の予備将校と予備機関将校を統合して予備将校に改めた際に、「上長官」の名称を廃止して将校及び将校相当官に佐官を用い、予備将校に予備佐官を用いることとした。
顕著な戦功を挙げた者に対し行われる、いわゆる「二階級特進」は佐官の階級に在る者までに留められており、将官は1階級の進級しか行われなかった。
「佐」とは律令制下の五衛府の四等官として登場する  。四等官においては1番目である「督（かみ）」を文字通り補佐するのが2番目の「佐（すけ）」である 。藤原道長、平清盛、源頼朝といった歴代の強力な権力者も若くして兵衛府の「佐」の地位を足がかりにしていったことから、特に武家において特別な意味があった。明治新政府が諸外国に倣って建軍した際、この伝統に沿って将官の下、2番目にあたる佐官に、この字を充てた。
かつての欧米においては、将官に相当する階級が存在せず（あるいは余程の事が無いと任官されず）、佐官、その中で大佐が軍の最上位だった時代もある。そのため大佐という言葉には「集団の大黒柱」というニュアンスを含む。そのため「（1番目を）脇で支える、助ける」というニュアンスを持つ、漢字の「佐」とは、字義の違いが生じている。
中国人民解放軍や中華民国国軍では「校」、韓国軍では「領（ハングルでは령）」の字を充てるなど、漢字文化圏では名称に違いが生じている。ちなみにこの場合の「校」とは、前漢以降の中国における高級武官の官職のひとつである校尉に由来する（日本においても、将校の呼称に名残がある）。